# Brotgrompern

Les Brotgrompern sont des pommes de terre rôties « à la lorraine » accompagnées de jambon fumé et de bibbelkääs (fromage blanc). Ceci fut à une époque le dîner presque quotidien en Moselle germanophone. Cette recette existe également en Sarre.
Dans l'arrondissement de Thionville, on mélange les pommes de terre rôties (localement appelées Gebrodene Gromperen), avec du saindoux.